# Kampioenschap van Vlaanderen 2003
Il Kampioenschap van Vlaanderen 2003, ottantottesima edizione della corsa, si svolse il 19 settembre 2003 su un percorso di 182 km, con partenza da Kontich e arrivo a Koolskamp. Fu vinto dall'australiano Baden Cooke della FDJ davanti all'olandese Jans Koerts e al francese Robert Sassone.

## Ordine d'arrivo (Top 10)
| Pos. | Corridore           | Squadra                      | Tempo    |
| ---- | ------------------- | ---------------------------- | -------- |
| 1    | Baden Cooke         | FDJ                          | 4h02'00" |
| 2    | Jans Koerts         | Bankgiroloterij Cycling Team | s.t.     |
| 3    | Robert Sassone      | Cofidis                      | s.t.     |
| 4    | Aart Vierhouten     | Lotto-Domo                   | s.t.     |
| 5    | Gorik Gardeyn       | Lotto-Domo                   | s.t.     |
| 6    | Geert Omloop        | Palmans-Collstrop            | s.t.     |
| 7    | Frédéric Guesdon    | FDJ                          | a 9"     |
| 8    | Yuriy Metlushenko   | Landbouwkrediet-Colnago      | a 58"    |
| 9    | Christophe Stevens  | Marlux-Wincor Nixdorf        | s.t.     |
| 10   | Thierry Masschelein | Flanders-IteamNova.com       | s.t.     |